# Lelaps affinis
Lelaps affinis är en stekelart som beskrevs av William Harris Ashmead 1904. Lelaps affinis ingår i släktet Lelaps och familjen puppglanssteklar. Inga underarter finns listade i Catalogue of Life.